# Lily et Kat
Pour plus de détails, voir Fiche technique et Distribution.
Lily et Kat (Lily and Kat) est un film américain réalisé par Micael Preysler, sorti en 2015.

## Synopsis
Deux meilleures amies veulent profiter de leurs derniers jours ensemble, en savourant la vie nocturne de la ville avec un artiste énigmatique.

## Fiche technique
- Titre : Lily et Kat
- Titre original : Lily and Kat
- Réalisation : Micael Preysler
- Scénario : Micael Preysler, Megan Platts
- Producteur :
- Musique :
- Langue d'origine : Anglais américain
- Pays d'origine : États-Unis
- Genre : Comédie, Drame
- Lieux de tournage : Williamsburg, Brooklyn, New York, État de New York, États-Unis.
- Durée : 89 minutes
- Date de sortie :
- Canada 14 février 2015 (TIFF Next Wave)
- États-Unis 20 mars 2015

## Distribution
- Jessica Rothe : Lily
- Hannah Murray : Kat
- Jack Falahee : Henri
- David Wilson Barnes (en) : Ben
- Mimi Gianopulos (en) : Agatha
- Scott Evans : Nick
- Alesandra Assante : Beatriz
- Chris Riggi : Colin
- Hazel Arroyo : la fille que l'on embrasse
- Areg Barsegian : le propriétaire de Bodega
- Jessica Bonds : la fille du magazin hippie
- Kelsey Campbell : la mannequin
- Gabrielle Covers : Sasha
- Danielle Dallacco : l'invitée de Colin
- Emmanuel Derisse : TJ